# Smyrna (Maine)
Smyrna es un pueblo ubicado en el condado de Aroostook en el estado estadounidense de Maine. En el Censo de 2010 tenía una población de 442 habitantes y una densidad poblacional de 4,85 personas por km².

## Geografía
Smyrna se encuentra ubicado en las coordenadas 46°9′41″N 68°6′13″O / 46.16139, -68.10361. Según la Oficina del Censo de los Estados Unidos, Smyrna tiene una superficie total de 91.17 km², de la cual 90.94 km² corresponden a tierra firme y (0.25%) 0.23 km² es agua.

## Demografía
Según el censo de 2010, había 442 personas residiendo en Smyrna. La densidad de población era de 4,85 hab./km². De los 442 habitantes, Smyrna estaba compuesto por el 98.19% blancos, el 0% eran afroamericanos, el 1.13% eran amerindios, el 0.23% eran asiáticos, el 0% eran isleños del Pacífico, el 0% eran de otras razas y el 0.45% pertenecían a dos o más razas. Del total de la población el 0.23% eran hispanos o latinos de cualquier raza.